# Paul Carrière
Paul Louis Carrière, né le 30 mars 1908 à Châlons-sur-Marne dans la Marne et mort le 21 février 2008 dans la même ville, est un évêque catholique français, évêque de Laval de 1969 à 1984.

## Biographie

### Famille
Il est le fils du docteur Henri Paul Auguste Carrière (1881-1943) et de Marguerite Marie Joséphine Chatelain. 

### Formation
Paul Carrière fait sa formation au Grand Séminaire de Châlons et au Séminaire français de Rome. Il est ordonné prêtre le 8 juillet 1931 en la cathédrale Saint-Étienne de Châlons.

### Prêtre
En juillet 1931, il devient vicaire à Saint-Pierre Saint-Paul d’Épernay. De 1940 à 1945, il est en captivité en Allemagne puis au camp de Kobierzyn en Pologne. En juillet 1947, il devient vicaire à Notre-Dame d’Épernay et chapelain épiscopal. Puis en Août 1950, il est le curé-archiprêtre d’Épernay et chanoine autorisé à porter la croix du chapitre. En juillet 1961, il est promu vicaire général chargé des zones de Sainte-Ménéhould et de Vitry-le-François. Puis en avril 1965, il est nommé prélat domestique.

### Évêque
En 1969, il est nommé évêque coadjuteur de Guilhem et il reçoit l'ordination épiscopale des mains de René-Joseph Piérard, évêque du diocèse de Châlons-en-Champagne.
À la démission de Guilhem, le 31 décembre 1969, il lui succède comme évêque de Laval.
En 1984, il démissionne et se retire à Châlons, comme archiviste, avant de rejoindre, en décembre 1997, la maison de retraite des prêtres.
Il décède le 21 février 2008, un mois avant son 100e anniversaire, et est inhumé dans la Cathédrale de Laval, selon son désir. Lors de sa mise en bière, son cercueil est porté par les quatre plus jeunes prêtres du diocèse de Laval.